# Vietnam Service Medal
Vietnam Service Medal är en tjänstgöringsmedalj som delats ut till de i USA:s väpnade styrkor som deltog i Vietnamkriget. Medaljen instiftades av USA:s president Lyndon B. Johnson 8 juli 1965 genom utfärdandet av exekutivorder 11231.

## Bakgrund
Medaljen tilldelades alla i USA:s väpnade styrkor som vid någon tidpunkt tjänstgjorde i Vietnam, inklusive dess angränsande vatten eller luftrum, efter 3 juli 1965 och fram till 28 mars 1973. Även de som befann sig i Kambodja, Laos eller Thailand är även inkluderade. De amerikanska militärer som tjänstgjorde i Vietnam från 1 juli 1958 och fram till 1965 är även berättigade.
Även personer från USA:s flygvapen, USA:s flotta och USA:s marinkår som deltog i Operation Frequent Wind (evakueringen av Saigon) mellan 29 april och 30 april 1975 kan tilldelas denna alternativt Armed Forces Expeditionary Medal (dock inte båda två för samma händelse).
Republiken Vietnam (Sydvietnam) delade även ut flera av sina egna medaljer till amerikanska militärer som tjänstgjorde i Vietnamkriget som dessa fick generella bärandetillstånd för.